# Sensorisk mättnad

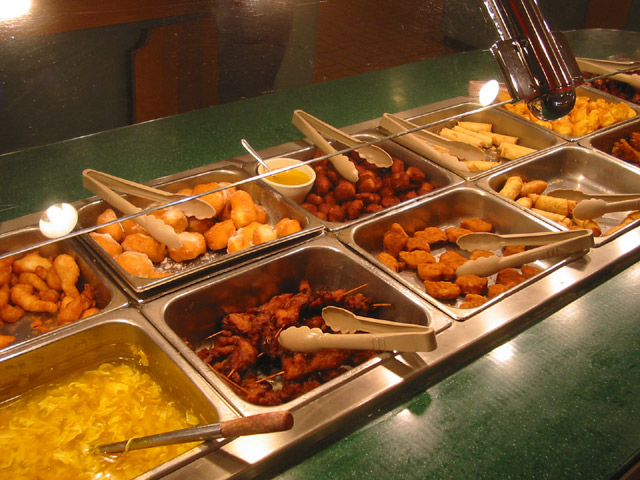
Sensorisk mättnad gör att matgäster vid en buffé ofta äter en större mängd mat än de som endast serveras en enda rätt.

Sensorisk mättnad uppstår när aptiten minskar efter upprepad konsumtion av samma typ av mat, men återvänder vid introduktionen av en ny smak eller maträtt.
Fenomenet beskrevs först 1956 av den franske fysiologen Jacques Le Magnen och termen sensorisk mättnad myntades 1981 av Barbara J. Rolls och Edmund T. Rolls.